# 제7회 영국 아카데미 영화상
제7회 영국 아카데미 영화상은 1953년의 최고의 영화를 기리기 위해 1954년에 열린 시상식이다.

## 수상

### 작품상
- 제네비에브 수상

### 알렉산더 코다 상
- 금지된 장난 수상

### 칼 포먼 상
- Trouble in Store - NORMAN WISDOM 수상

### 남우주연상(영국)
- 줄리어스 시저 - 존 길구드 수상

### 남우주연상(외국)
- 줄리어스 시저 - 말론 브란도 수상

### 여우주연상(영국)
- 로마의 휴일 - 오드리 헵번 수상

### 여우주연상(외국)
- 릴리 - 레슬리 카론 수상

### UN상
- World Without End 수상

### 특별상
- The Romance of Transportation in Canada 수상